# Ключ 98
Ключ 98 (трад. и упр. 瓦) — ключ Канси со значением «черепица »; один из 23, состоящих из пяти штрихов.
В словаре Канси есть 174 символов (из 49 030), которые можно найти c этим радикалом.

## История
Древняя идеограмма изображала две черепицы, соединенные между собой на крыше.
В современном виде используется в значениях: «черепица, изразец, глиняные (гончарные) изделия, керамика, фаянс», «крыть (облицовывать) черепицей (изразцами)».
В качестве ключевого знака используется редко.

Вид в большой печати Чжуаньшу
Вид в малой печати Чжуаньшу

В словарях находится под номером 98.

## Примеры иероглифов
| Доп. штрихи | Иероглифы                          |
| ----------- | ---------------------------------- |
| 0           | 瓦                                 |
| 2           | 㼗瓧                               |
| 3           | 㼘㼙𤬪瓨瓩                         |
| 4           | 㼚㼛𤬲瓪瓫瓬瓭瓮瓰瓱瓲             |
| 5           | 㼜㼝㼞㼟㼠𤬸瓳瓴瓵                 |
| 6           | 㼡㼢㼣㼤㼥㼦瓶瓷瓸                 |
| 7           | 㼪㼧㼨㼩𤭚𤭖瓹瓺瓻瓼               |
| 8           | 㼫㼬㼭㼮㼯㼰㼱瓽瓾瓿甀甁           |
| 9           | 㼲㼳㼴㼵㼶㼷𤭮𤭯𤭵𤭶𤭷𤭸甂甃甄甅甆 |
| 10          | 㼺㼸㼹𤮃𤮄甇甈甉                   |
| 11          | 㼻㼼㼽㼾甊甋甌甍甎                 |
| 12          | 㼿㽀㽁㽂㽃㽄㽅𤮑𤮒𤮗甏甐甑甒       |
| 13          | 㽆㽇𤮞𤮟𤮘甓甔甕                   |
| 14          | 㽈㽉𤮠甖                           |
| 15          | 𤮥                                 |
| 16          | 甗                                 |
| 17          | 㽊                                 |
| 19          | 㽋                                 |
| 20          | 㽌                                 |

- Примечание: Ваш браузер может отображать иероглифы неправильно.